# Mammah Kandeh
Mamma Kandeh, né le 12 juillet 1965 à Sare Birom, est un avocat et homme politique gambien.
Candidat à l'élection présidentielle gambienne de 2016, il arrive troisième avec 17,07 % des voix. Il se présente à nouveau lors de l'élection présidentielle de 2021.

## Biographie

### Enfance et formation
Mamma Kandeh nait le 12 juillet 1965, à Sare Birom dans la division de Upper River en Gambie. Il est de religion musulmane et appartient au groupe ethnique gambien Fula. Il est le fils d'une famille nombreuse de 5 sœurs et 6 frères ; son père est Ngia Kandeh et sa mère est Mada Sowe.
Il a fréquenté l’école de Crab Island à Banjul et l’Institut gambien de formation technique (GTTI) à Jeshwang KMC.
Poursuivant ses études supérieures, il s'est rendu à l'Institut de formation technique de Gambie, après quoi il a quitté les côtes de la Gambie pour Cologne, en Allemagne. Après quelques années, il est retourné en Gambie et a commencé sa carrière politique. Cependant, quelques années plus tard, il a décidé de poursuivre des études supplémentaires à la Rome Business School, en Italie, encadré par le professeur Alessio Postiglione, un universitaire italien  spécialiste de la communication politique. À la Rome Business School, MAMMA KANDEH a été diplômé SUMMA CUM LAUDE en marketing politique et communication.

### Carrière politique
Au cours de sa carrière politique internationale, MAMMA KANDEH a occupé plusieurs postes politiques, tels que:
- Membre du Parlement panafricain (PAP) où il a siégé au comité sur les questions commerciales, douanières et d'immigration ;
- Vice-président du caucus ouest-africain du PAP et chef de la délégation de 27 membres du PAP en Libye ;
- Observateur de l’élection présidentielles du Zimbabwe le 27 juin 2008 et Observateur à l'élection présidentielle du Ghana le 28 décembre 2008 sous les auspices de l'Union africaine ;
- Membre de la Réunion du comité Ad-Hoc du PAP pour les relations avec l'Union Africaine du 9 au 10 juin, à Addis-Abeba ;
- Observateur à l'élection présidentielle du Malawi le 19 mai 2009 ;
- Chef de la délégation gambienne au Royaume-Uni pour assister à la conférence de la commission électorale à Londres du 15 au 16 décembre 2009 ;
- Président du comité sur les questions de commerce, de douane et d'immigration de (PAP);
- Chef d'une équipe de trois membres du PAP à la Conférence internationale de Tokyo sur le développement de l'Afrique (TICAD), et de la deuxième réunion ministérielle de suivi à Arusha, en Tanzanie ;
- Membre de l'Equipe Parlement Européen – Pré-Sommet Parlementaire Panafricain à Tripoli ;
- Membre de la mission d'observation électorale à l'élection présidentielle égyptienne – PAP, 28 novembre 2010 ;
- Chef d'équipe du PAP en Libye pour la conférence de l'Union des Migrants Africains ;
- Vice-président du bureau de l'union des migrants africains ;
- Chef de délégation du PAP à la conférence sur le rôle de la Mission de l'Union Africaine en Somalie (AMISOM) en appui au processus de paix de Djibouti ; à Accra, Ghana du 28 février au 2 mars 2011 ;
- Membre du séminaire du chef d'équipe du PAP au Botswana sur les politiques de la SADC en matière de commerce et d'intégration du 10 au 13 avril 2011 ;
- Membre du Dialogue Parlementaire Régional et Renforcement de la Compétitivité par l'Augmentation de la Chaîne de Valeur Agricole en Afrique (Abuja, Nigeria) 5 – 7 octobre 2011 ;
- Chef de délégation du PAP au 4ème forum de haut niveau sur l'efficacité de l'aide à Busan (Corée du Sud) 29 nov. - 1er déc. 2011 ;
- Membre de la Délégation au Parlement Européen pour les relations avec le PAP à Bruxelles du 5 au 9 décembre 2011.Il est le fondateur et président du Congrès démocratique de la Gambie (GDC), qu'il a représenté à  l'élection présidentielle gambienne de 2016[2] obtenant 17,07 % des suffrages[3], arrivant 3e après le président Adama Barrow élu et l'ancien président Yahya Jammeh.

Entre autres mandats politiques, Mammah Kandeh est parlementaire du Parlement panafricain et a été pendant dix ans, membre de l'assemblée nationale de la Gambie.
Il fut, jusqu'en 2016, membre du parti Alliance patriotique pour la réorientation et la construction de l'ancien président Yahya Jammeh.
Au niveau national, MAMMA KANDEH la carrière politique de Mamma Kandeh se présente comme suit: 
- Président de la Commission de l'Information et des Technologies ;
- Vice-président de la commission des affaires étrangères ;
- Vice-Président de la Commission Commerce et Emploi ;
- Membre du comité de l'ombudsman,
- Membre de la commission des droits des femmes et des enfants.
- Membre de l'Assemblée nationale gambienne de 2002 à 2007 et de 2007 à 2012
- Jusqu'en 2013, membre du parti Alliance Patriotique pour la Réorientation et la Construction (APRC) dirigé par le Président YAHYA JAMMEH.

Mamma Kandeh œuvre pour l'inclusion pragmatique et active des femmes et des jeunes dans les activités sociales et politiques de la nation.
Ses positions ont consisté en :
- La protestation contre la criminalité croissante et l'afflux incontrôlé de stupéfiants et de drogues illicites dans le pays ;
- La protestation contre la présence continue de la Force régionale de l'Afrique de l'Ouest, ECOMOG, en Gambie ;
- L'appel pour l'aide aux populations gambiennes pendant la période de pointe du fléau de la COVID-19 ;
- L'appel permanent à l'autonomisation socio-politique et économique des jeunes et des femmes du pays.

#### Élection présidentielle de 2016
Depuis 2016, Mamma Kandeh est le fondateur et Président du Parti du Congrès Démocratique Gambien (GDC), qu'il a représenté à l'élection présidentielle gambienne de 2016 obtenant 17,07 % des voix et est arrivé 3ème après le président Adama Barrow et l'ancien Président Yahya Jammeh.

#### Élection présidentielle de 2021
Mamma Kandeh est candidat à l'élection présidentielle gambienne de 2021. Il est soutenu par Yahya Jammeh,,.